# مارك هال (كاتب أغاني)
مارك هال (بالإنجليزية: Mark Hall)‏ هو كاتب أغاني أمريكي، ولد في 14 سبتمبر 1969 في ماكدونو في الولايات المتحدة.

## وصلات خارجية
- مارك هال على موقع ميوزك برينز (الإنجليزية)
- مارك هال على موقع ديسكوغز (الإنجليزية)